# پاپیروس اوکسیرینخوس

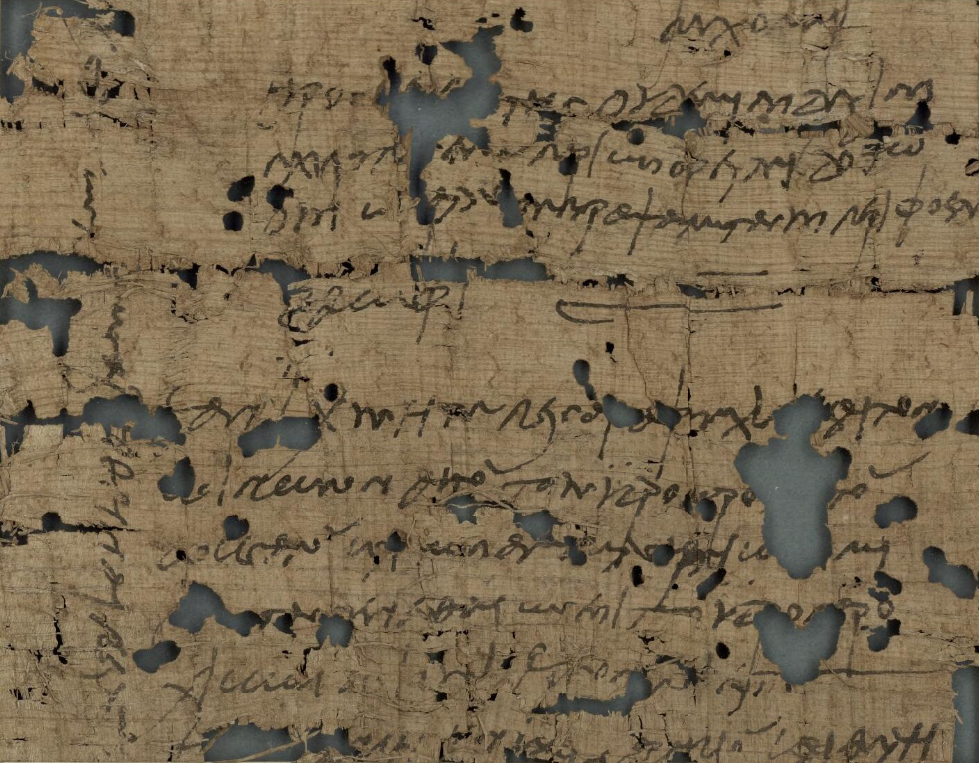
پاپیروس یونانی از اوکسیرینخوس در مصر.

پاپیروس اوکسیرینخوس (انگلیسی: Oxyrhynchus Papyri) نسخه‌های خطی مربوط به دوره امپراتوری بطلمیوسی (قرن سوم قبل از میلاد) و امپراتوری روم تاریخ مصر (از ۳۲ قبل از میلاد (آخرین جنگ جمهوری روم) تا فتح مصر توسط مسلمانان در سال ۶۴۰ میلادی است.